# Playa de la Goleta (Corralejo)
La playa de la Goleta es una de las playas semiurbanas de Corralejo, del municipio de La Oliva, en la isla de Fuerteventura (Canarias, España).

## Características
Es una playa de arena fina y dorada y aguas cristalinas y por lo general tranquilas con completos servicios de playa (duchas, alquiler de hamacas, sombrillas y náuticos) así como escuelas de deportes náuticos,  restaurantes y bares, lo que la convierte en una de las más concurridas por los habitantes de Corralejo.
No cuenta sin embargo con vigilancia y puede resultar peligroso adentrarse en el mar por su cercanía al puerto (y consiguiente tránsito de embarcaciones) y debido a que el terreno pasa a ser de rocas y arrecifes.